# Palijativna nega
Palijativna nega je sveobuhvatna (zdravstvena, psihološka, socijalna i duhovna) nega s ciljem pružanja potrebne nege bolesnicima s neizlečivom bolešću koja značajno skraćuje životni vek. Nastoji se da se ublaži bol i podigne kvalitet života pacijenta neizlečivih ili složenih bolesti. Evidencija iz 2016. efikasnost palijativne nege u poboljšanju kvaliteta života pacijenata. Hospis je jedna od ustanova u kojoj se sprovodi palijativna nega. Osnivač pokreta palijativne nega je Engleskinja Siseli Sonders 1967. godine. Ona je nastojala da omogući neizlečivim bolesnicima da umru u što udobnijim uslovima.
Palijativnu negu pruža tim lekara, medicinskih sestara, fizioterapeuta, okupacionih terapeuta, govorno-jezičkih patologa i drugih zdravstvenih profesionalaca koji rade zajedno sa lekarom opšte prakse.

## Generalno
Cilj palijativne nege je da se smanji bol i neugodni simptomi bolesti kako bi pacijent koji je u poslednjim stadijumima neizlečivih bolesti ili ima hroničnu tešku bolest, što kvalitetnije živeo. Nega se pruže putem saradnje lekara, farmaceuta, socijalnih radnika, medicinskih sestara i volontera u saradnji sa porodicama pacijenata. Palijativna nega odvija se u pojedinim bolnicama, u posebnim ustanovama hospisima i u lečenju kod kuće. Palijativnom medicinom nastoji se pomoći pacijentu na telesnom, duševnom i duhovnom planu. Najčešće se radi o obolelima od karcinoma i side. Palijativna medicina u suprotnosti je s eutanazijom i asistiranim samoubistvom. Nastoji se pomoći pacijentu da živi što kvalitetnije i sa što manje bola do njegove prirodne smrti. Siseli Sonders je jednom prilikom izjavila: „Ako pacijent traži da ga se ubije, podbacili smo u pružanju nege”.
Lekovi i tretmani imaju palijativni učinak ako ublažavaju simptome bez uklanjanja uzroka bolesti. To uključuje lečenje mučnine prouzrokovane hemoterapijom ili nečeg jednostavnog poput morfijuma koji se upotrebio pri lečenju preloma noge, te ibuprofena za lečenje bola izazvanog gripom. Iako pojam palijativne nege nije nov, većina lekara se koncentriše na lečenje pacijenata. Tretmani za ublažavanje simptoma se smatraju opasnim zbog stvaranja zavisnosti i drugih neželjenih nuspojava. Usredotočenost na kvalitet pacijentovog života je uveliko povećana tokom poslednjih dvadesetak godina. U SAD-u trenutno 55% bolnica s više od 100 kreveta nude programe palijativne nege te gotovo jedna petina javnih bolnica ima takve programe. To predstavlja temelj zdravstvenih timova koji su se posvetili isključivo palijativnoj nezi.
Palijativna nega je specijalizovana zdravstvena nega za osobe obolele od teških bolesti. Usmerena je na olakšavanje simptoma, bola i stresa od teške bolesti - bez obzira na prognozu. Cilj je da se poboljša kvalitet života, kako pacijenta, tako i njegove porodice.
Palijativnu negu omogućuje tim lekara, medicinskih sestara te drugih stručnjaka koji rade zajedno radi pružanja dodatne podrške. To je potrebno u bilo koje doba i tokom bilo koje faze ozbiljne bolesti te se može osigurati zajedno s tretmanom lečenja.
Svetska zdravstvena organizacija opisuje palijativnu nega kao „postupak koji poboljšava kvalitet života pacijenta i njihovih porodica koje se suočavaju sa problemima vezanim za po život opasne bolesti, kroz prevenciju i olakšavanje patnje putem ranog otkrivanja i tačne procene te lečenje bola i drugih problema; fizičkih, psihosocijalnih i duševnih”. Međutim, u općenitijem smislu, pojam „palijativna nega” se može odnositi na bilo koju negu koja ublažava simptome, bez obzira postoji li ili ne lečenje drugim sredstvima. Tako se palijativni tretmani mogu koristiti za ublažavanje nuspojava lekovitim tretmanima, kao što je ublažavanje mučnine povezane s hemoterapijom. Pojam „palijativna nega” se sve više koristi za neke bolesti drugačije od tumora, kao što su hronične, progresivne plućne bolesti, bubrežne bolesti, hronično zatajivanje srca, HIV/AIDS i progresivna neurološka stanja. Osim toga, brzo rastuće područje dečje palijativne nega je pokazalo potrebu pomaganja teško oboleloj deci.
Palijativna nega:
- osigurava smanjenje bolova, olakšava disanje, uklanja mučninu i druge stresne simptome;
- zagovara život te umiranje prikazuje kao normalan proces;
- nema nameru niti da ubrza, niti da odgoditi smrt;
- integriše psihološke i duhovne aspekte pacijentove nege;
- nudi sistem potpore kako bi pacijenti živeli što aktivnije;
- nudi sistem potpore kako bi se porodica lakše nosila s bolešću;
- koristi timski pristup kako bi se ispunile potrebe pacijenata i njihovih porodica;
- poboljšava kvalitet života;
- primenjuje se rano tokom bolesti, u kombinaciji s drugim terapijama kojima se namerava produžiti život, poput hemoterapije ili zračenja.

Iako se smatra da palijativna nega nudi široki spektar usluga, ciljevi palijativnog lečenja su jasni: smanjenje patnje, uklanjanje bola te drugih neugodnih simptoma, psihološka i duševna nega, podrška pojedincu kako bi živeo što aktivnije, te podrška porodici.
U Sjedinjenim Američkim Državama, usluge za neizlečive pacijente i programi palijativne nege imaju slične ciljeve; osiguravanje smanjenja simptoma i kontrola bola. Nehospisna palijativna nega je prikladna za svakog pacijenta s teškom, složenom bolešću, bez obzira da li se očekuje potpuni oporavak kako bi pacijent živeo duže sa hroničnom bolešću, ili progresija bolesti. Nasuprot tome, iako je hospisna nega isto palijativna, izraz hospis odnosi se na pacijente s prognozom do 6 meseci života. Filozofija i multidisciplinarni timski pristup su slični i kod hospisa i kod palijativne nege pružajući programe obuke. Najveća razlika između hospisa i palijativne nege je pacijent: gde se njihova bolest posebno odnosi na prognozu i ciljeve/želje u odnosu na lečenje.

## Istorija
Palijativna nega je utemeljena tokom hospisnog pokreta te se trenutno široko koristi izvan tradicionalne hospisne nege. Hospisi su prvotno bila mesta odmora za putnike u 4. veku. U 19. veku monasi su u Irskoj i Londonu osnovali hospise za umiranje. Moderni hospis je relativno nedavno definisan, a nastao je i raširio se u Velikoj Britaniji nakon osnivanja Hospisa Sv. Kristofora.
Hospisni pokret se raširio u poslednjih nekoliko godina. U Velikoj Britaniji tokom 2005. godine bilo je nešto manje od 1700 hospisnih ustanova koje su se sastojale od 220 bolničkih jedinica za odrasle osobe sa 3156 kreveta, 33 stacionarne jedinice za decu s 255 kreveta, 358 usluga kućne njege, 104 hospisnih usluga kod kuće, 263 dnevnih usluga, te 293 bolničkih timova. Ove usluge su zajedno pomogle više od 250.000 pacijenta u 2003. i 2004. godini. Finansiranje varira od potpunog finansiranja od strane Nacionalne zdravstvene službe do gotovo potpunog financiranja iz donacija, ali usluga je uvek pristupačna pacijentu.
Hospis u SAD-u se razvio od volonterskog pokreta kako bi se poboljšala nega za osobe koje umiru same i izolovane, do bolnica kao bitnog dela zdravstvenog sistema. U 2005. godini više od 1,2 miliona ljudi i njihovih porodica koristilo je hospisnu negu. Hospis je jedina olakšica zdravstvenog osiguranja (Medicare) koja uključuje lekove, medicinsku opremu, celodnevnu njegu i podršku voljenima pre smrti. Većina hospiske nege obavlja se kod kuće. Hospiska nega je takođe dostupna ljudima u hospicijskim rezidencijama, staračkim domovima uz pomoć pravog osoblja, bolnicama te zatvorima.
Prvi programi palijativne nege u bolnicama u SAD počeli su tokom kasnih 1980-ih na nekoliko institucija kao što je Klivlendski klinički medicinski koledž u Viskonsinu. Od tada je došlo do značajnog povećanja broja programa palijativne nege po bolnicama, koji sada broje više od 1400. Oko 80% američkih bolnica s više od 300 kreveta koriste takve programe. Istraživanje iz 2010. godine o dostupnosti palijativne nege u 120 američkih onkoloških bolnica pokazalo je sledeće: samo 23% takvih bolnica ima krevete koji su namenjeni palijativnoj nezi, 37% pruža bolničke hospicijske usluge, 75% ima srednje vreme upućivanja na palijativnu nega od 30 do 120 dana; istraživačke programe, zadruge palijativne nege i obvezne rotacije za nove onkološke pacijente su retkost.
Rezultati istraživanja iz 2010. godine objavljena u časopisu The New England Journal of Medicine pokazali su da su pacijenti koji boluju od raka pluća i kojima je rano pružena palijativna nega manje depresivni, povećan im je kvalitet života te prežive 2,7 meseci duže od onih koji koriste standardnu onkološku njegu. Bolnice s programima palijativne nege danas brinu za neterminalne pacijente jednako kao i za hospisne pacijente. „Zaštita pacijenta i pristupačna njega” (PPACA) trenutno se raspravlja u Senatu radi prošire palijativne nege u SAD.
Prvi evropski centar posvećen poboljšanju palijativne i terminalne nege pacijenta osnovan je u Trondhejmu (Norveška) 2009. godine. Centar je utemeljen na medicinskom fakultetu NTNU i u Sv. Olavs bolnici/Trondhejmskoj univerzitetskoj bolnici te nadzire delovanja između grupa i pojedinih istraživača širom Evrope, a posebno iz Škotske, Engleske, Italije, Danske, Nemačke i Švajcarske, uz SAD, Kanadu i Australiju.

## Procena simptoma
Metoda za procenu simptoma kod pacijenta kojima je pružena palijativna nega je Edmontonska skala procene simptoma (ESAS), koja se sastoji od osam vizualnih analognih nivoa (VAS) od 0 do 10, koji ukazuju na nivo bola, aktivnosti, mučnine, depresije, teskobe, pospanosti, gubitka apetita te osećanja, a ponekad i otežanog disanja. Na lestvici 0 označava odsutnost simptoma, a 10 najgore moguće stanje. U stvaranju te lestvice nisu učestvovali samo pacijenti, već i medicinske sestre te rođaci obolelih.

## Ublažavanje simptoma
Lekovi koje koriste bolesnici pri palijativnoj nezi koriste se drugačije od standardnih lekova, što je utvrđeno na temelju brojnih dokazanih ispitivanja. Primeri su antipsihotici za suzbijanje mučnine, antikonvulzivi protiv bola, morfijum za lečenje [dispneje. Načini primene mogu se razlikovati od akutne ili hronične nege, jer mnogi pacijenti gube sposobnost gutanja. Zajednička alternativna primena je potkožna, jer nije toliko traumatična i teška kao intravenska primena. Ostali načini primene su podjezična, potkožna, intramuskularna i transdermalna. Lekovi se koriste uglavnom kod kuće uz pomoć članova porodice ili uz pomoć medicinskih tehničara.

## Suočavanje sa problemima
Ključ delotvornosti palijativne nege je sigurnost u rešavanju fizičkog i psihičkog bola pojedinca, tj. njegove sveukupne patnje. Suočavanje s celokupnom patnjom uključuje mnoge probleme, počevši od lečenja fizičkih simptoma kao što su bol, mučnina i otežano disanje. Timovi za palijativnu negu postali su vrlo vešti u propisivanju lekova za telesne simptome te u demonstriranju kako se lekovi poput morfijuma mogu sigurno koristiti u svrhu održavanja potpune sposobnosti i funkcije pacijenta. Međutim, kada pacijent ima fiziološke simptome, često postoje i psihološki, socijalni ili duševni simptomi.
Interdisciplinarni tim, koji u pravilu uključuje i socijalnog radnika ili savetnika te sveštenika, može imati bitniju ulogu u pomaganju pacijentu i porodici kako bi se nosili sa posledicama, nego same medicinske/farmakološke intervencije. Najčešći problem pacijenta pod palijativnom negom su bol, strah za budućnost, gubitak samostalnosti, briga za svoju porodicu te osećaj sputavanja. Dok jedni pacijenti žele da razgovaraju o psihološkim ili duševnim problemima, a drugi ne žele, bitan je individualni pristup svakom pojedincu te njihovim partnerima i porodici u ovoj vrsti pomoći. Onemogućavanje pojedincu i njegovoj porodici da dokuče psihološke ili duhovne probleme je jednako štetno kao i prisiljavati ih da se bave problemima koje nemaju ili problemima s kojima se ne žele suočavati.

## Pružanje usluga
Budući da palijativna nega ima sve širi raspon delovanja kod pacijenta s različitim stadijima bolesti, sledi da tim za palijativnu nega nudi čitav niz nega. To može varirati od upravljanja fizičkim simptomima u pacijenta koji primaju terapiju za rak, za lečenje depresije kod pacijenta s uznapredovalom bolesti te na brigu o pacijentima u terminalnoj fazi bolesti. Veliki deo rada uključuje pomoć pacijentima sa složenim ili teškim fizičkim, psihološkim, socijalnim i duševnim problemima. U Velikoj Britaniji kod više od polovine pacijenta je poboljšanje dovoljno da se vrate kući. Većina hospisnih organizacija pruža savetovanje pacijentovom partneru ili porodici u terminalnom stadijumu bolesti. U SAD hospis i palijativna nega predstavljaju dva aspekta njege sa sličnom filozofijom, ali različitim sistemima plaćanja i smeštaja usluge.
Usluge palijativne nege su najčešće smeštene u bolnicama za akutnu negu tako da su organizovane oko interdisciplinarnog savetovanja sa ili bez akutne bolničke palijativne nege štićenika. Palijativna nega se može osigurati u pacijentovu domu kao veza između tradicionalnih američkih programa kućne nege i hospisne nege ili osigurati u objektima dugoročne njege. Poređenja radi, više od 80% hospisne nege u SAD sprovodi se u pacijentovoj kući podsećajući da neki oboleli borave u objektima dugoročne njege a neki u samostalnim hospisnim stambenim objektima. U Velikoj Britaniji hospis se smatra jednim delom specijalizovane palijativne nege te nema razlike između hospisa' i palijativne nege.
U Velikoj Britaniji palijativna nega nudi bolničku negu, njegu u kući, dnevnu negu i ambulantne usluge te usku saradnju sa glavnom uslugom. Hospisi često nude celi niz usluga te stručnjaka i za male i za odrasle pacijente.
U SAD palijativna nega se može ponuditi svakom pacijentu bez ograničenja s obzirom na vrstu bolesti ili prognozu. Hospiska nega pod okriljem programa „Medicare Hospice Benefit” zahteva da dvoje lekara potvrde kako pacijent ima manje od šest meseci života ako će biti podvrgnut njihovom tretmanu. Ali to ne znači da će pacijent biti otpušten iz hospisa ako još uvek živi nakon tih šest meseci. Takva ograničenja ne postoje u drugim zemljama poput Velike Britanije.

## Osoblje
U većini zemalja hospisnu i palijativnu negu osigurava interdisciplinarni tim sastavljen od lekara, medicinskih sestara, registrovanih saradnika, socijalnih radnika, hospisnih sveštenika, farmaceuta, fizioterapeuta, radnih terapeuta, komplementarnih terapeuta, volontera i, što je najvažnije, porodice. Cilj tog tima je da optimizuje udobnost pacijenta. Među dodatnim članovima tima nalaze se i asistenti s overenim negovateljskim veštinama ili kućni zdravstveni saradnici, zatim volonteri (uglavnom neobučeni, ali neki predstavljaju vešto medicinsko osoblje) te kućepazitelji. U SAD je podspecijalizacija hospisa i palijativne medicine osnovana 2006. godine, kako bi se omogućila stručnost u nezi pacijenta s ograničenim životom, uznapredovalom bolešću te ozbiljnim ozledama; popuštanje neugodnih simptoma, koordinaciju interdisciplinarnih pacijenata i porodice u središtu nege u različitim situacijama, korištenje specijalizovanih sistema nege, uključujući hospise, nadziranje neposredno umirućeg pacijenta te donošenje pravnih i etičkih odluka u terminalnoj nezi.
Negovatelji, porodica i volonteri, su ključni za sistem palijativne nege. Negovatelji i pacijenti često formiraju trajna prijateljstva tokom njege. Kao posledica se može pojaviti emocionalno i fizičko naprezanje pružalaca nege. Kako bi negovatelji predahnuli postoje neke od usluga koje pružaju hospisi za promovisanje njihovog blagostanja. Zamena može trajati od nekoliko sati do nekoliko dana (potonje se obično osigurava ostavljanjem pacijenta u staračkom domu ili u hospiskoj ustanovi na nekoliko dana).
U američkom odboru certifikacija lekara palijativne nege Američke uprave za hospise i palijativnu medicinu se ostvaruje kroz 11 različitih specijalizacija. To je postupak odobren od strane ABMS. Više od 50 stipendijskih programa pruža jednu do dve godine specijalizovanog treninga nakon primarne rezidencije. Palijativna nega je u Velikoj Britaniji zasebna specijalizacija od 1989. i osposobljavanje podleže istim propisima Kraljevskog koledža lekara kao i druge medicinske specijalnosti.

## Sredstva
Financiranje hospisa i usluga palijativne nege se razlikuju. U Velikoj Britaniji i mnogim drugim zemljama svi oblici palijativne nege se nude besplatno pacijentima i njihovim porodicama, bilo putem nacionalnog zdravstvenog sistema (kao u Velikoj Britaniji) ili dobrotvornog rada u saradnji s lokalnim zdravstvenim službama. Usluge palijativne nege u SAD plaćaju dobročinitelji, mehanizmi za naknadu usluga ili bolnice direktno, a hospisna nega je osigurana kao „Medicare benefit”, slične hospisne pogodnosti nudi „Medicaid” i većina privatnih zdravstvenih osiguravatelja.
Pod planom „Medicare Hospice Benefit” (MHB) pacijent potpisuje „Medicare part B” (hitno bolničko plaćanje) i upisuje se u MHB putem „Medicare part B” sa direktnom negom koju osigurava hospisna agencija ovlaštena od osiguravajuće kompanije. Pod uslovima MHB-a hospisna agencija je odgovorna za plan nege i ne može naplatiti pacijentu usluge. Hospisna agencija, zajedno s pacijentovim lekarom, odgovorna je za utvrđivanje plana nege. Svi troškovi u vezi s terminalnom bolesti isplaćuju se po ceni dana bolničke nege (~ US $ 126/dan) koju hospisna agencija dobija od Medicare - to uključuje sve lekove i opremu, negu, socijalnu službu, svešteničke posete i druge usluge koje agencija smatra prikladnim. Medicare ne plaća usluge nege. Pacijenti se takođe mogu povući iz MHB i vratiti u „Medicare Part A” te se kasnije ponovno upisati u hospis.

## Spoljašnje veze
- Lončarek, Karmen Nacionalne smjernice za rad izvanbolničke i bolničke hitne medicinske službe s pacijentima kojim je potrebna palijativna nega Архивирано на веб-сајту  (17. јануар 2019). 2015.  978-953-56800-7-9.
- Projekt „Razvoj palijativnog zbrinjavanja u Srbiji”
- Centar za palijativno zbrinjavanje i palijativnu medicinu "BELhospice"
- Centar za koordinaciju palijativne negai grada Zagreba
- Centar za palijativnu nega pri Domu zdravlja Primorsko-goranske županije u Rijeci
- Univerzitetski klinički centar Tuzla - Centar palijativne njege
- Family Caregiver's Guide to Hospice and Palliative Care
- Palliative Care Nursing на веб-сајту  (језик: енглески)
- NCPC  Архивирано на веб-сајту  (17. јануар 2019) The UK National Council for Palliative Care
- All Ireland Institute of Hospice and Palliative Care
- The Palliative Hub
- The Palliative Hub – Adult
- The Palliative Hub – Learning Platform
- The Palliative Hub – Children and Young People
- Improving Access to Palliative Care